# 還原糖

还原形式的葡萄糖（醛基位于最右侧）

還原糖（英語：reducing sugar）是在鹼性溶液中能生成醛基和羰基的糖。還原糖可被適當的氧化劑氧化成醛糖酸、糖二酸等。
還原糖包括如葡萄糖、果糖、甘油醛等的所有單糖，以及乳糖、麥芽糖等雙糖，和寡糖。
蔗糖和海藻糖在溶液中不生成醛基和酮基，故不屬於還原糖。

## 還原性
- 一般情况下，单糖的還原能力主要來自它的醛基，如葡萄糖，而多糖则大多因为半缩醛羟基的存在。氧化後，自己會變成糖酸。如葡萄糖就會變成葡萄糖酸。
- 如該糖是一酮糖，酮基就會斷裂，分解成兩個較小的分子。[來源請求]
- 除蔗糖外，所有單糖及雙糖在本尼迪克特試驗中呈陽性反應，實驗中除了蔗糖外所有單糖及雙糖都具有还原性。但海藻糖也是非還原糖，有时果糖可能会算作非还原糖处理。

## 測試還原糖

### 
本立德試劑（又称本尼迪特试剂）可用来测试还原糖，加热生成红黄色沉淀。

### 斐林試驗
斐林試驗大致和本納德試驗相同，只是將本納德試劑中的硫酸銅和酒石酸鈉分開為兩種試劑。

### 備註
- 如果溶液中還原糖含量較低，產生的氧化亞銅便會較少，試驗後只會有綠色、混濁的黃色或橙色等。
- 在酸性環境中，Cu2+會變得較為穩定，不容易發生反應，所以不能進行
- 醇和醛在這測試亦會產生磚紅色沉澱物，因為兩者都具有在這試驗中產生作用的官能基。

DNS檢測法